# Овад венесуельський
Овад венесуельський (Cistothorus meridae) — вид горобцеподібних птахів родини воловоочкових (Troglodytidae). Ендемік Венесуели.

## Поширення
Поширений у венесуельських Андах від Трухільйо на південь до північно-східної Тачіри. Він мешкає у вологих парамо з розкиданими кущами на висоті від 3000 до 4100 м. Здебільшого він веде сидячий спосіб життя, але може мігрувати по висоті і, як вважають, покидає деякі території під час сезону дощів.

## Опис
Дрібний птах, завдовжки 10 см. Дорослі особини мають коричневе тім’я та потилицю з темнішими коричневими смугами, чорнувато-коричневі плечі та верхню частину спини з брудно-білими смугами, а також чорнувато-коричневий круп із смугами. Їх хвіст середньо-коричневий з чіткими чорними смугами. Вони мають брудно-білу верхню частину, яка ширшає до задньої частини, щоки з коричневими плямами та брудно-білі підборіддя та горло. Їхні груди охристі, а боки темніші.